# Achtse Barrier
Achtse Barrier is een buurt in Woensel-Noord in Eindhoven, in de Nederlandse provincie Noord-Brabant. De buurt ligt aan de noordkant van Eindhoven, in de wijk Achtse Molen waartoe ook Kerkdorp Acht behoort. Op 1 januari 2023 telde de buurt 12.095 inwoners, verdeeld over 5.214 woningen, op een oppervlakte van 2,78 km². 

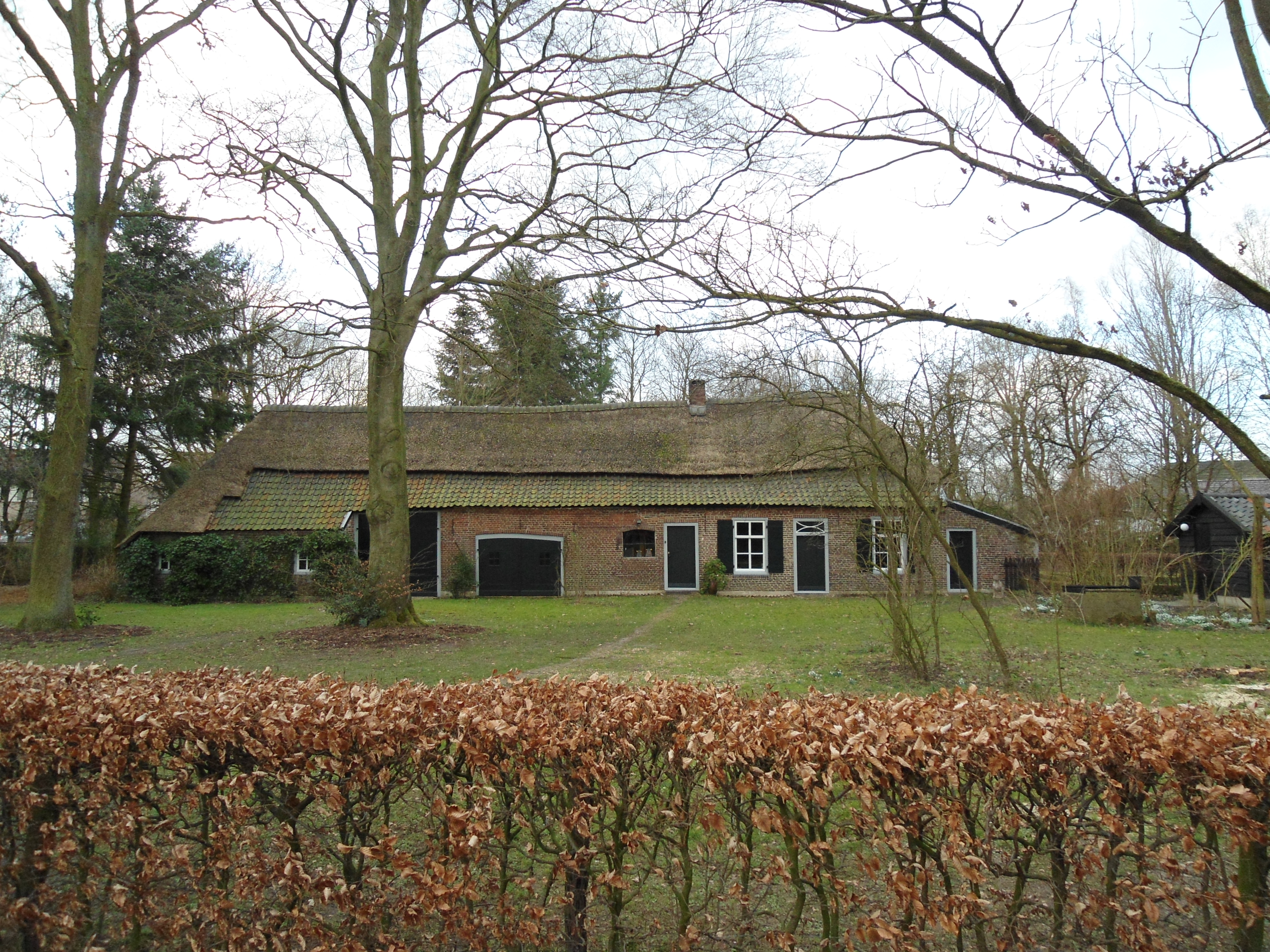
De 18e-eeuwse Kaalhoef in de Achtse Barrier

De wijk is opgedeeld in drie buurten (inwonertallen per 1 januari 2023):
- Achtse Barrier-Gunterslaer: 1,02 km², 3.720 inwoners (Zuid)
- Achtse Barrier-Hoeven: 0,74 km², 3.905 inwoners (Noord)
- Achtse Barrier-Spaaihoef: 1,02 km², 4.470 inwoners (West)

De naam Achtse Barrier verwijst naar het tolhuis aan de Boschdijk: de Achtse Barrier. Behalve de Achtse Barrier lag er zuidelijker aan de Boschdijk nog een tolhuis, de (Woenselse) Barrier. De namen Gunterslaer, Spaaihoef en Hoeve verwijzen naar de boerderijen en erfnamen die in het gebied lagen. Ook de deelprojecten van de buurten kregen deze namen. Achtse Barrier zelf is vernoemd naar een tolhuis aan de Boschdijk dat in het begin van de 19e eeuw werd gebouwd. Toen de Boschdijk verbreed werd is het tolhuis afgebroken (1956). De straatnamen zijn ontleend aan Frankrijk, centraal door de wijken loopt de Franse Baan, en de rest van de straten hebben namen van Franse dorpen en streken. De wijken van de Achtse Barrier worden ook vaak als doolhof omschreven vanwege hun ongestructureerde verloop. A.F.Th. van der Heijden, geboren in de Eindhovense buurt Tivoli dat bij zijn geboorte nog tot Geldrop behoorde, schreef daarover in zijn roman Asbestemming in 1994 het volgende: "een nieuwbouwwijk in een gestileerde schots- en scheve stijl ontworpen naar het stratenplan van een Frans plattelandsdorp, compleet met boerderijdaken van ongelijke hoogte".
De 18e-eeuwse Kaalhoef aan de Abbevillelaan is tegenwoordig nog een van de weinige gebouwen in de Achtse Barrier die al voor de oplevering van de buurt bestond en behouden is gebleven.